# Le Bastit
Le Bastit är en kommun i departementet Lot i regionen Occitanien i södra Frankrike. Kommunen ligger i kantonen Gramat som tillhör arrondissementet Gourdon. År 2022 hade Le Bastit 141 invånare.

## Befolkningsutveckling
Antalet invånare i kommunen Le Bastit
| Referens: INSEE |